# Данвілл (Джорджія)
Данвілл (англ. Danville) — місто (англ. town) в США, в округах Твіггс і Вілкінсон штату Джорджія. Населення — 165 осіб (2020).

## Географія
Данвілл розташований за координатами 32°36′22″ пн. ш. 83°14′46″ зх. д. / 32.60611° пн. ш. 83.24611° зх. д. (32.606013, -83.246057).  За даними Бюро перепису населення США в 2010 році місто мало площу 2,04 км², уся площа — суходіл.

## Демографія
Згідно з переписом 2010 року, у місті мешкало 238 осіб у 101 домогосподарстві у складі 57 родин. Густота населення становила 116 осіб/км².  Було 133 помешкання (65/км²).
Расовий склад населення:
| - 60,9 % — білих - 39,1 % — чорних або афроамериканців |

До двох чи більше рас належало 0,0 %. Частка іспаномовних становила 2,5 % від усіх жителів.
За віковим діапазоном населення розподілялося таким чином: 21,0 % — особи молодші 18 років, 57,2 % — особи у віці 18—64 років, 21,8 % — особи у віці 65 років та старші. Медіана віку мешканця становила 46,0 року. На 100 осіб жіночої статі у місті припадало 90,4 чоловіків;  на 100 жінок у віці від 18 років та старших — 84,3 чоловіків також старших 18 років.
Середній дохід на одне домашнє господарство  становив 40 472 долари США (медіана — 35 000), а середній дохід на одну сім'ю — 48 027 доларів (медіана — 47 500). За межею бідності перебувало 22,4 % осіб, у тому числі 37,8 % дітей у віці до 18 років та 17,8 % осіб у віці 65 років та старших.
Цивільне працевлаштоване населення становило 51 осіб. Основні галузі зайнятості: публічна адміністрація — 33,3 %, мистецтво, розваги та відпочинок — 11,8 %, роздрібна торгівля — 9,8 %, освіта, охорона здоров'я та соціальна допомога — 9,8 %.